# Lion au serpent
Lion au serpent est une sculpture d'Antoine-Louis Barye réalisée en 1832, et fondue en bronze à la cire perdue en 1835. Elle fait partie des collections du département des Sculptures du musée du Louvre et porte le numéro d'inventaire LP 1184.

## Histoire

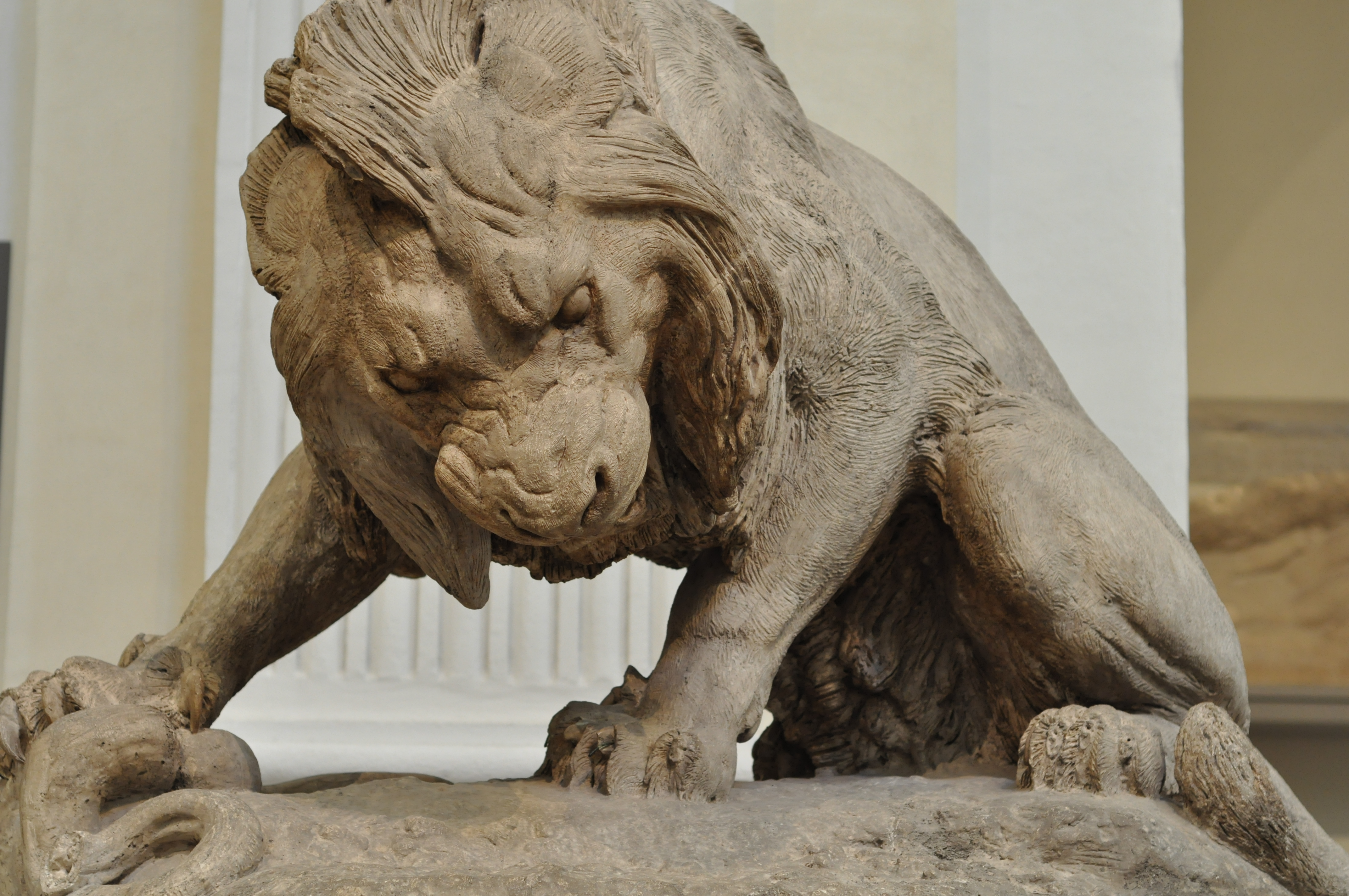
Lion au serpent (1835), modèle en plâtre conservé au musée des Beaux-Arts de Lyon.

Lion au serpent modèle en plâtre réalisé en 1832, et présenté au Salon de 1833. Il est conservé au musée des Beaux-Arts de Lyon. Le bronze a été fondu en 1835 par Honoré Gonon par la méthode de la cire perdue. La sculpture, acquise par Louis-Philippe Ier, est haute de 135 centimètres, large de 178 centimètres, et profonde de 78 centimètres. Elle est exposée de 1836 à 1911 dans le jardin des Tuileries à Paris. Elle est ensuite transférée au musée du Louvre à Paris.

## Expositions
Le bronze du Lion au serpent est présenté en 2013 et en 2014 dans l'exposition temporaire de La Galerie du temps au Louvre-Lens,.

## Autres versions

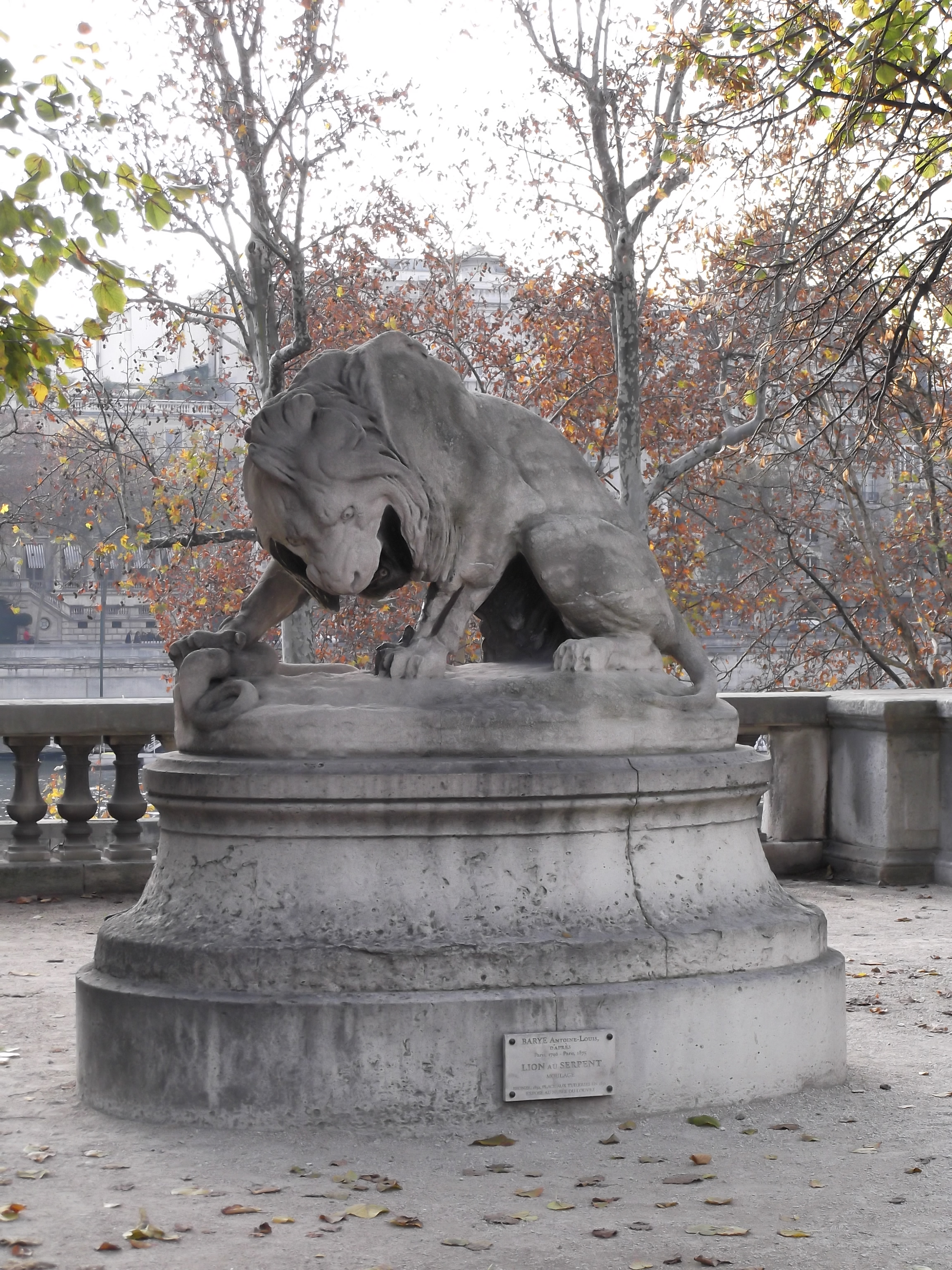
Lion au serpent, moulage d'après Barye, Paris, jardin des Tuileries.

Un moulage d'après Barye orne le jardin des Tuileries à Paris.